# ムルシリ2世

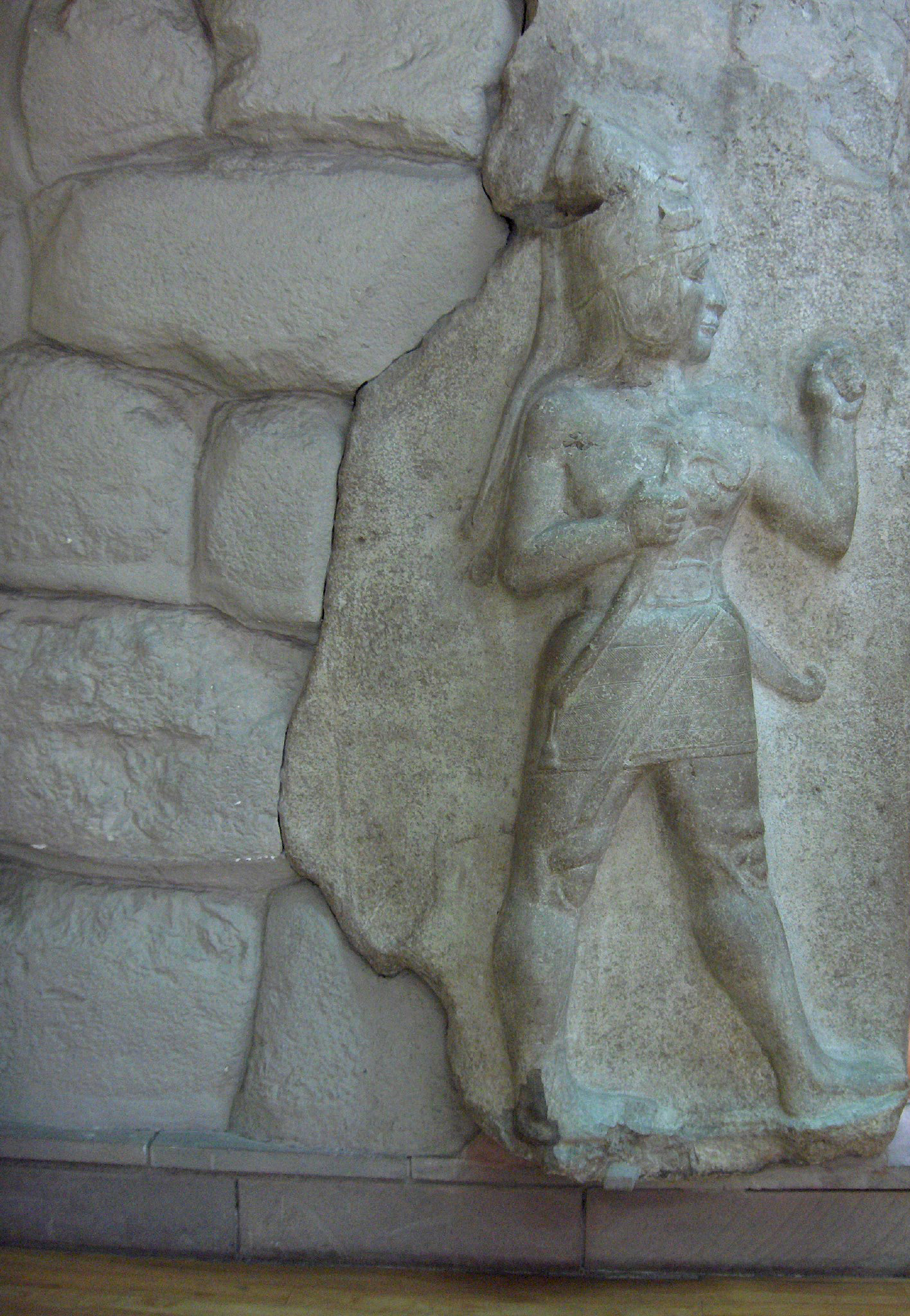
ヒッタイト帝国の首都ハットゥシャの門を飾っていた神像のレリーフ。王の姿を写すといわれる

ムルシリ2世（Muršili II, 在位：紀元前1322年頃 - 紀元前1295年頃）は、ヒッタイトの大王。シリアなどへの遠征を行ってオリエントにおけるヒッタイト帝国の勢威を高めた。治世を記録した粘土板文書が発見され、その復元がかなり詳細に出来る数少ないヒッタイト王である。

## 来歴

### 疫病
大王シュッピルリウマ1世の息子として生まれた。兄には王位継承者のアルヌワンダ、エジプト王妃の婿養子候補となりながら暗殺されたザンナンザ、カルケミシュの副王ピヤシリ、ハルパの副王テリピヌがいる。下の二人の兄は副王として帝国の安定に貢献したが、母の出自ゆえか王位継承権が無かったと思われる。シュッピルリウマ1世の治世末期よりヒッタイト国内で疫病が流行して紀元前1320年頃にシュッピルリウマは病死し、兄のアルヌワンダ2世が即位した。
この頃のムルシリの活動としては、西方の「セハ川の国」で兄弟に国王の座を追われカルキッサの町に逃げたマナパ・タルフンタを調略して味方につけた事、そして近衛隊長（GAL MEŠEDI）となっていたことのみが伝わっている。やがてシュッピルリウマの命を奪った疫病は、アルヌワンダの王子、そしてついにはアルヌワンダ自身の命をも奪った。こうして本来は王位に就く可能性が低かったムルシリに王位が回ってきた。なお「ムルシリ」というのはおそらく即位後の名前であり、本名は伝わっていない。
彼がヒッタイトを苦しめる疫病退散を祈って、何度か疫病流行の原因について神託を受けた詳細な記録が発見されている。託宣によれば、父シュッピルリウマが実の兄トゥドハリヤ3世を殺して王位に就いたこと、シュッピルリウマがエジプトに婿入りする途上で殺された息子ザンナンザの報復のため、属国のアムカを攻撃をしたことなどが挙げられている。その都度ムルシリは神に供物を捧げて疫病退散を祈願したが、効果はなかったようである。ムルシリは神々を呪い、なぜ正しい自分がこのような災厄に見舞われているのかと嘆いている。その嘆きのさまは旧約聖書のヨブ記に似ており、最古級の文学作品としても評価されている。

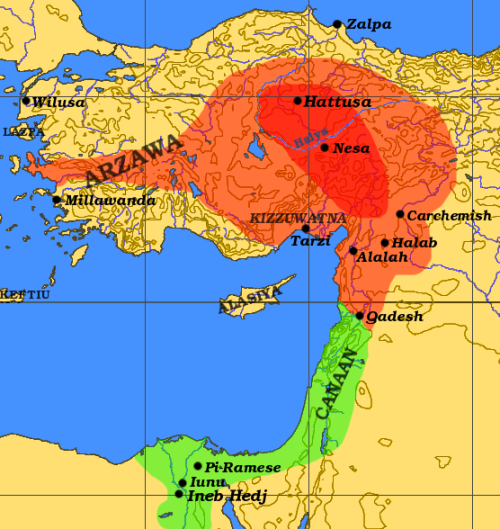
ヒッタイト帝国の版図（赤・橙色部分）。緑色部分はエジプトの勢力範囲

### 遠征・外交
ムルシリの治世は彼自身が残した年代記が発見されたためかなり詳しく復元されている。彼が帝王教育を受けず経験不足と侮られたことと、疫病による政治混乱により、即位直後のヒッタイト各地での反乱に繋がった。北方のカシュカ族、東方のアッジ（ハヤサ）、西方のアルザワ国、南東のアッシリアなどである。ムルシリは四方に懲罰の遠征を繰り返し、在位7年目までにほぼカシュカ族を鎮圧し、アルザワを概ね影響下に収めた。ムルシリは治世の最初の数年で各地の占領地から住民10万人以上を強制的にヒッタイト本国に移住させたが、これは本国が疫病による人口減少に悩んでいたためと思われる。治世4年目には西方のウィルサ王アラクシャンドゥと従属協定を結んでいるが、ウィルサはイリオス、アラクシャンドゥはアレクサンドロスの転訛と思われ、すなわちホメロスの叙事詩「イリアス」に登場するトロイアの王子パリスのことではないかという説がある。
またシュッピルリウマ1世の時代にアムル王国に確保していた影響力を維持するべく、アムル王トゥピ・テシュプにヒッタイトの宗主権を確認させ、エジプトの影響力を排除することに努めた。エジプトでは当時アメンホテプ4世の死後王位を継いだスメンクカーラーとツタンカーメン（トゥトアンクアメン）の時代で政治的混乱が続いており、ムルシリ2世はシリアへの影響力維持に成功する。ユーフラテス河中流の要衝エマル市をカルケミシュ副王の支配下に置いてシリア支配の拠点とした。在位12年目にはエジプト王ホルエムヘブと条約を結んでアムル支配を認めさせている。
治世9年もしくは10年目に日食（en:Mursili's eclipse）が発生したことが記録されており、天文学上の計算をムルシリと同時代のエジプトやメソポタミアの王の記録と付き合わせると、紀元前1335年か1312年がこの年に相当するとされ、彼が紀元前1320年頃に即位したであろうという推測が成り立つ。治世13年目以降の記録はほとんどないが、少なくとも22年は在位している。おそらくムルシリは25年ほど在位して紀元前1295年頃に死去し、息子のムワタリが王位を継いだ。

## 人物・家族
ムルシリは自分が言語障害を持っていたことを自ら述べている。おそらく吃音であると思われるが、彼自身は雷の音に驚いて言葉が詰まるようになったと考えていた。
妃のガッシュルウィヤは彼の在位9年目に死去した。直後にバビロニア出身の皇太后マルニガルが彼女に毒を盛った容疑をかけられて裁判を受け、追放された。ムルシリは次にダヌヘパと結婚したが、彼女ものちムルシリにより追放されている。子供はムワタリ、ハットゥシリ、ハルパ・スルピという少なくとも三人の息子と、複数の娘の存在が確認されている。ムワタリとハットゥシリはムルシリの死後王位に就き、ハルパ・スルピは戦車隊長になったと思われる。娘の一人は政略結婚でアルツァワ国の王子ムシュフイルワに嫁いだ。

## 文献
- Horst Klengel: Geschichte des hethitischen Reiches (HdO I/XXXIV)., S. 170-201. Leiden, Boston, Köln: Brill 1999. ISBN 90-04-10201-9
- Bryce, Trevor (1998). The Kingdom of the Hittites. Oxford University Press